# Христианский совет Кореи
Христианский совет Кореи кор. 한국기독교총연합회, англ. Christian Council of Korea, CCK — национальный евангелический альянс, член Всемирного евангелического альянса.
Не путать с Национальным советом церквей Кореи. 

## История
Как только Всемирный совет церквей и другие международные сети начали поддерживать диалог между протестантскими церквями Северной и Южной Кореи, вопрос мира на Корейском полуострове стал важной темой для протестантского сообщества по всему миру. В связи с этим ветераны-протестанты из числа беженцев с Севера почувствовали необходимость в переменах. Хан Гён Джик собрал протестантских старейшин в своём духовном центре в Ённаке на горе Намхансансон, где они приняли решение создать новую объединённую протестантскую организацию. Пройдя через подготовительные встречи и комиссии, 28 декабря 1989 года было официально объявлено о её создании.
Совет был официально основан в 1989 году после богослужения и встреч старших пасторов и представителей различных христианских конфессий.

## Цели
Целью организации является совместная работа для выполнения миссии Христианской Церкви, сохраняя при этом индивидуальность её членов.

## Размежевание
В 2012 году 20 конфессий, ранее входивших в совет, создали новую организацию — Сообщество церквей Кореи (англ. Communion of Churches in Korea, CCIK). В ответ совет исключил деноминации и пасторов, присоединившихся к сообществу. Сообщество, в свою очередь, выдвинуло обвинения в коррупции и ереси против совета. Совет сохранил партнёрские отношения со Всемирным евангелическим альянсом, и в 2011 году они провели совместную церемонию Дня Благодарения. В сентябре 2012 года Пресвитерианская церковь Кореи вышла из совета. Позже в том же месяце Корейское евангелическое братство также вышло из совета.

## Мировоззренческая позиция
Несмотря на различные богословские позиции между конфессиями, Христианский совет Кореи организует Апостольский Символ веры, в котором обобщаются богословские основы евангелического движения, чтобы выполнить общую миссию, возложенную на церковь на земле, посредством единства и сотрудничества между корейскими церквями, исповедует Афанасьевский Символ веры и Халкидонский Символ веры. В 2020-х годах совет занимал консервативную этическую позицию и противодействовал распространению ЛГБТ в Республике Корея.

## Статистика
Совет — один из союзов церквей Южной Кореи, включающий 69 конфессий и 20 христианских организаций, которые вместе представляют более 12 миллионов верующих.